# Bunium scabrellum
Bunium scabrellum är en flockblommig växtart som beskrevs av Jevgenij Korovin. Bunium scabrellum ingår i släktet jordkastanjer, och familjen flockblommiga växter. Inga underarter finns listade i Catalogue of Life.